# Henry Lyttelton (2e baronnet)
Henry Lyttelton, 2e baronnet (1624- 24 juin 1693) est un homme politique anglais. Il est officier royaliste pendant la guerre civile anglaise. Après la restauration, de 1678 à 1679, il siège à la Chambre des communes.

## Biographie
Il est le fils aîné de Thomas Lyttelton (1er baronnet) (1593-1650), dont il hérite des domaines familiaux de Frankley, Halesowen, Hagley et Upper Arley en 1649. Il rejoint les forces royalistes lors de la bataille de Worcester en 1651, où ils sont mis en déroute par les parlementaires et passent par conséquent 17 mois en prison dans la tour de Londres. Il est néanmoins nommé haut-shérif de Worcestershire de 1654 à 1656.
Il est élu député de Lichfield en 1678 et siège jusqu'en 1679.

## Famille
Lyttelton se marie deux fois: d'abord avec Philadelphie, fille et cohéritière de Thomas Carey, valet de la chambre à coucher de Charles Ier et, en secondes noces, de Elizabeth Newport, fille de Francis Newport (1er comte de Bradford). Il n'a aucun héritier masculin et son frère lui succède comme baronnet.